# Go!Go!チアーズ
『Go!Go!チアーズ』 （But I'm a Cheerleader） は、1999年制作のアメリカ映画。 ジェイミー・バビット監督によるガールズラブ青春コメディ。日本では劇場未公開。

## ストーリー
主人公のメーガンは、彼氏もいる17歳のチアリーダー。両親や友人、彼氏に “レズビアン疑惑” をかけられたメーガンは、自覚がないまま強制的に「同性愛更生施設」へと送られる。本人にはその気はなかったつもりだが、多くの周りにいるゲイの先輩や、クラスメイトのグレアムとの出会いにより、次第に自分のセクシュアリティに目覚めていく…。

## キャスト
- メーガン：ナターシャ・リオン
- グレアム：クレア・デュヴァル
- メアリー：キャシー・モリアーティ
- マイク：ルポール
- ナンシー：ミンク・ストール
- ヒラリー：メラニー・リンスキー
- クレイトン：キップ・パルデュー
- ガールズバーで出会うレズビアン：ジュリー・デルピー
- キンバリー：ミシェル・ウィリアムズ